# Добропільський благочинний округ Української православної церкви
Добропільський благочинний округ — частина Горлівської і Слов'янської єпархії УПЦ московського патріархату, яка об'єднує групу парафій на території Добропільського району.
Благочинний — Єпископ Добропільський Спиридон.

## Передсторія
Перше осіле населення православного віросповідання з'явилося, на території нинішнього району в кінці 17 століття коли Добропільщина увійшла до складу Війська Запорізького.
Перший православний храм добропільщини був закладений 13 листопада 1781 в слободі Райського нині Шахове, Бахмутським протопопом Петром Расевскім в цьому ж році був побудований. Храм був дерев'яним в ім'я св великомучениці Варвари. Першим священиком був виходець з Польщі Аврам Лукянович.
Храм в селі Добропілля 1824 року.
У 1794 році в Святогорівці поміщиком Святогором Штепенко був побудований дерев'яний храм в ім'я Успіння Божої матері, 1813 на місці старого храму був побудований новий.
У 1798 році поміщик слободи Криворіжжі, Шидловський Євдоким Стефанович почав клопотатися про побудову в своїй слободі храму в ім'я Успіння Божої Матері. Для цього він заготовив будівельні матеріали і виділив землю. У 1800 році церква була закладена 1804 році будівництво було закінчено, храм був кам'яним.
У 1800 році в селі Золотий Колодязь був побудований Дмитрієвський храм.
У 1856 (1824) році в селі Добропілля був побудований свято Успенський храм.
У період радянської влади велика частина храмів Добропільського району були знищені священство було репресовано. На території району діяли два храми, один в Золотому Колодязі і домовий храм в селі Святогорівка настоятелем з 1961 по 1996 рік був отець Іоанн (Сапай).
Після проголошення незалежності України на території району залишився один дореволюційний храм в селі Добропілля який знаходився в аварійному стані.
У 1990-х роках в Білозерці відкрили перший православний храм в пристосованому приміщенні, Казанської ікони Божої Матері.

## Історія
Благочинний округ створений після проголошення Незалежності України. У 1992 році відкрили перший у Добропіллі храм РПЦ, названий на честь Амвросія Оптинського в приміщенні кінотеатру. 29 липня 1994 рішенням Священного Синоду УПЦ МП територія благочиння увійшла до складу Горлівської єпархії УПЦ МП. 4 грудня 2009 єпископ Горлівський і Слов'янський Митрофан звершив чин закладки каменя під споруджуваний дерев'яний храм во ім. св. Трійці в районному центрі, в жовтні 2012 будівництво було закінчено.
У 2007 році в Добропіллі заклали Покровський храм, 23 жовтня 2014 храм був освячений митрополитом Донецьким і Маріупольським Іларіоном і архієпископом Горлівським і Слов'янським Митрофаном.

## Парафії
Добропільський округ об'єднує 17 парафій, розташованих в Добропільському районі Донецької області.
Покровський храм Добропілля.
Амвросіївський храм Добропілля.
Храм ікони «Божої Матері Всіх скорботних Радість» Добропілля.
Троїцький храм Добропілля.
Казанський храм Добропілля.
Храм мц. Олександри Білицьке.
Варваринський храм-каплиця Білицьке.
Введенський храм Водянське.
Успенський храм Святогорівка.
Благовіщенський храм Світле.
Миколаївський храм Криворіжжі.